# I Feel You
«I Feel You» (en español, Te siento) es el vigésimo séptimo disco sencillo del grupo inglés de música electrónica Depeche Mode, el primero desprendido de su álbum Songs of Faith and Devotion, publicado en el Reino Unido el 15 de febrero de 1993.
La canción alcanzó el puesto 8 en el UK Singles Chart, y también el 1 y el 3 en el Modern Rock Tracks y Hot Dance Music / Club Play de los Estados Unidos, respectivamente. Es el más alto de la banda en las listas de sencillos mundiales.
I Feel You es una canción compuesta por Martin Gore, como lado B aparece el tema One Caress, que es un tema vocal del mismo Gore, también del álbum, y del cual incluso resultó una edición como sencillo promocional en los Estados Unidos.

## Descripción
Después de muchos años siendo un grupo casi exclusivamente de música electrónica, con I Feel You DM mostraba una dureza sonora que en sus primeros años hubiese parecido propia de otro grupo. El tema está evidentemente basado en la tendencia de música grunge surgida en los Estados Unidos, pero manteniendo la siempre particular lírica de Martin Gore sobre deseo carnal y sentimientos apasionados.
Comienza con un efecto de total distorsión electrónica para dar paso a la pesada guitarra de Martin Gore, tocando sólo unas notas pero en una notación muy grave rematada con un efecto de sintetizador y la dura batería acústica. La letra es una alegoría sobre la pasión que produce el amor, sin más, aunque como curiosidad se refiere sobre todo en específico a cuando comienza el amor verdadero.
Desde darse a conocer se convirtió en prácticamente el tema más rock que DM había realizado hasta ese momento, basado sobre todo en la dureza de la instrumentación acústica, aunque por otro lado no perdía el elemento sintético que aunque relegado permanecía cubriendo toda la melodía. Aunque generalmente se le hace inmediata asociación con la corriente grunge que en esa época pululaba en Norteamérica, ésta la tiene sólo en la forma porque la letra seguía la línea simbólica, metafórica, indirecta del grupo, además de cierta sugerencia de cuestiones más carnales, mientras por otro lado no presentaba un eje temático religioso como sí lo hay en otros temas del álbum.
En suma, un experimento de DM para reinventarse como grupo de alternativo conservando sólo algunos de sus elementos líricos y musicales más distinguibles.

## Detalles
"I Feel You" sentó el lado más roquero de Depeche Mode, con más instrumentos acústicos que nunca. Alan Wilder tocó la batería y Martin Gore la guitarra eléctrica, aunque se conservaron los elementos sintéticos, como la introducción distorsionada de sintetizador. A diferencia de la mayoría de las canciones pop y rock, "I Feel You" superpone un 6/8 Beat (interpretado por el riff de guitarra) en vez de 4/4, para la creación del compás. La versión de 7" de "I Feel You" es la misma que la del álbum. El Throb Mix fue la versión de 12", la cual tiene la letra incompleta.
En la portada de "I Feel You", hay cuatro símbolos, cada uno representando a un miembro. Para indicar que es miembro, hay un número en la esquina derecha de cada símbolo, que es la fecha de nacimiento de cada miembro de la banda, o pueden coincidir los símbolos con los de la portada de Songs of Faith and Devotion, que se superponen a una imagen de un miembro de la banda. Utilizando esta última, la esquina superior izquierda es Alan Wilder, la esquina superior derecha es David Gahan, la esquina inferior izquierda es Martin Gore, y la esquina inferior derecha es Andrew Fletcher.

## Formatos

### En disco de vinilo
7 pulgadas Mute Bong21  I Feel You
| Lado A |              |          |  |
| N.º    | Título       | Duración |  |
| 1.     | «I Feel You» | 4:34     |  |

| Lado B |              |          |  |
| N.º    | Título       | Duración |  |
| 1.     | «One Caress» | 3:30     |  |

12 pulgadas Mute 12 Bong21  I Feel You
| Lado A |                               |          |  |
| N.º    | Título                        | Duración |  |
| 1.     | «I Feel You» (Throb Mix)      |          |  |
| 2.     | «I Feel You» (Seven Inch Mix) |          |  |

| Lado B |                            |          |  |
| N.º    | Título                     | Duración |  |
| 1.     | «I Feel You» (Babylon Mix) |          |  |
| 2.     | «One Caress»               |          |  |

12 pulgadas Mute L12 Bong21  I Feel You
| Lado A |                                     |          |  |
| N.º    | Título                              | Duración |  |
| 1.     | «I Feel You» (Life's Too Short Mix) |          |  |
| 2.     | «I Feel You» (Swamp Mix)            |          |  |

| Lado B |                                                      |          |  |
| N.º    | Título                                               | Duración |  |
| 1.     | «I Feel You» (Renegade Soundwave Afghan Surgery Mix) |          |  |
| 2.     | «I Feel You» (Helmet at the Helm Mix)                |          |  |

12 pulgadas Sire 0-40767  I Feel You
| Lado A |                                       |          |  |
| N.º    | Título                                | Duración |  |
| 1.     | «I Feel You» (Babylon Mix)            | 7:53     |  |
| 2.     | «I Feel You» (Helmet at the Helm Mix) | 6:41     |  |
| 3.     | «I Feel You» (Afghan Surgery Mix)     | 4:58     |  |
| 4.     | «One Caress» (versión del álbum)      | 3:31     |  |

| Lado B |                                     |          |  |
| N.º    | Título                              | Duración |  |
| 1.     | «I Feel You» (Life's Too Short Mix) | 8:33     |  |
| 2.     | «I Feel You» (Swamp Mix)            | 7:26     |  |
| 3.     | «I Feel You» (Throb Mix)            | 6:47     |  |

12 pulgadas Sire PRO-A-6022  I Feel You
| Lado A |                                       |          |  |
| N.º    | Título                                | Duración |  |
| 1.     | «I Feel You» (Helmet at the Helm Mix) | 6:41     |  |
| 2.     | «I Feel You» (Afghan Surgery Mix)     | 4:58     |  |
| 3.     | «I Feel You» (Throb Mix)              | 6:47     |  |

| Lado B |                                     |          |  |
| N.º    | Título                              | Duración |  |
| 1.     | «I Feel You» (Babylon Mix)          | 7:53     |  |
| 2.     | «I Feel You» (Life's Too Short Mix) | 8:33     |  |

### En CD
| Mute CD Bong21 I Feel You |                               |          |  |
| N.º                       | Título                        | Duración |  |
| 1.                        | «I Feel You» (Seven Inch Mix) | 4:36     |  |
| 2.                        | «One Caress»                  | 3:31     |  |
| 3.                        | «I Feel You» (Throb Mix)      | 6:47     |  |
| 4.                        | «I Feel You» (Babylon Mix)    | 7:53     |  |

| Mute LCD Bong21 I Feel You |                                                      |          |  |
| N.º                        | Título                                               | Duración |  |
| 1.                         | «I Feel You» (Life's Too Short Mix)                  | 8:35     |  |
| 2.                         | «I Feel You» (Swamp Mix)                             | 7:28     |  |
| 3.                         | «I Feel You» (Renegade Soundwave Afghan Surgery Mix) | 4:59     |  |
| 4.                         | «I Feel You» (Helmet at the Helm Mix)                | 6:42     |  |

| CD Sire Reprise 2-18600 I Feel You |                           |          |  |
| N.º                                | Título                    | Duración |  |
| 1.                                 | «I Feel You» (Single Mix) | 4:34     |  |
| 2.                                 | «One Caress»              | 3:31     |  |

Promocionales para los Estados Unidos
| CD Sire Reprise PRO-CD-6022 I Feel You |                           |          |  |
| N.º                                    | Título                    | Duración |  |
| 1.                                     | «I Feel You» (Single Mix) | 4:35     |  |

| CD Sire Reprise PRO-CD-6145 I Feel You |                           |          |  |
| N.º                                    | Título                    | Duración |  |
| 1.                                     | «I Feel You» (Intro Edit) | 4:27     |  |

La diferencia de esta edición es que se quitó el ruido chirriante al inicio del tema, lo que molestó a algunas estaciones de radio
| CD Sire Reprise PRO-CD-6626 One Caress |                              |          |  |
| N.º                                    | Título                       | Duración |  |
| 1.                                     | «One Caress» (Album Version) | 3:30     |  |

| CD Reprise Records One Caress |                          |          |  |
| N.º                           | Título                   | Duración |  |
| 1.                            | «One Caress» (Live Edit) | 3:48     |  |

CD 2004
Realizado para la colección The Singles Boxes 1-6 de ese año.
| Mute CD Bong21X I Feel You |                                                      |          |  |
| N.º                        | Título                                               | Duración |  |
| 1.                         | «I Feel You» (Seven Inch Mix)                        | 4:37     |  |
| 2.                         | «One Caress»                                         | 3:31     |  |
| 3.                         | «I Feel You» (Throb Mix)                             | 6:49     |  |
| 4.                         | «I Feel You» (Babylon Mix)                           | 7:54     |  |
| 5.                         | «I Feel You» (Life's Too Short Mix)                  | 6:35     |  |
| 6.                         | «I Feel You» (Swamp Mix)                             | 7:28     |  |
| 7.                         | «I Feel You» (Renegade Soundwave Afghan Surgery Mix) | 4:59     |  |
| 8.                         | «I Feel You» (Helmet at the Helm Mix)                | 6:43     |  |

## Vídeo promocional
"I Feel You" fue dirigido por Anton Corbijn, el cual fue uno de los videos más celebrados del fotógrafo holandés dado su manejo del claroscuro.
El vídeo, totalmente en blanco y negro, muestra a la banda en un paisaje desértico tocando la canción, cada uno en su nuevo rol, Gahan cantando vestido con un traje de corte anticuado, Gore en la guitarra moviéndose todo el tiempo, Wilder en la batería golpeando estoicamente y Fletcher en el único sintetizador, alternados con imágenes de una chica, la actriz inglesa Lysette Anthony, haciendo movimientos sugestivos y algunas referencias religiosas. Lo más llamativo son los cambios de una habitación totalmente a oscuras con el espacio abierto, de hecho una de sus mejores imágenes es en donde Gahan canta sobre un fondo negro y cae el telón revelando el árido paisaje, haciendo su peculiar alegoría sobre el cambio de emociones cuando alguien “siente” a otra persona. El video se incluye en la colección The Videos 86>98 de 1998, en el Devotional DVD de 2004 y en The Best of Depeche Mode Volume 1 de 2006, en su edición en DVD.
Adicionalmente para las giras Devotional Tour y Exotic Tour, Corbijn dirigió una proyección de fondo para las presentaciones del tema en escenarios, en la cual aparecían solamente las siluetas de cada uno de los integrantes sobre un fondo de color distinto, cada quien haciendo sólo lo suyo, Gore a la guitarra, Wilder en la batería, Fletcher en sintetizador y Gahan contoneándose sin parar en diferentes movimientos y aún vestido de modos diferentes, pues era del único de quien aparecían varias imágenes distintas; para la gira The Singles Tour el tema tuvo también una proyección que se usó sólo en dos ocasiones; para la gira Touring the Angel Corbijn realizó una proyección en la cual aparecía una chica semidesnuda maquillando su rostro ante la cámara, como si fuera un espejo, hasta que acababa junto con la canción con ella sólo posando sobre una cama mostrando su delgado cuerpo; para la gira Delta Machine Tour el tema se presentó con una nueva proyección realizada por Corbijn en la cual un Disc Jockey comienza a mezclar el tema seguido de siluetas bailando.
Se realizó también el video de "One Caress", el cual fue dirigido por Kevin Kerslake. Este se encuentrá disponible en Videos 86>98 + de 2002 y también en el Devotional DVD. Ambos vídeos, el de "I Feel You" y "One Caress", se incluyen en Video Singles Collection de 2016.

## En directo
I Feel You ha estado presente en todas las giras de DM desde su introducción, así estuvo en los correspondientes Devotional Tour y Exotic Tour, desde los cuales Alan Wilder tocaba la batería acústica, para después estar presente en The Singles Tour y en el Exciter Tour, en el cual sin embargo, salió del repertorio en las fechas de la última etapa, aunque después, durante las giras Touring the Angel y Tour of the Universe, estuvo de nuevo en todas las fechas. En la gira Delta Machine Tour se retomó como uno de los temas en cada concierto, así como en el Global Spirit Tour, aunque de nuevo solo en algunas fechas. Posteriormente, reapareció en el Memento Mori World Tour en todas las fechas.
La interpretación en conciertos lo ha vuelto uno de los temas más rock que normalmente ha tocado DM, o el que más, y como mayor diferencia con su versión regular en álbum y en compilaciones está el hecho de que desde su introducción al repertorio en escenarios se adicionó como entrada el llamado Interlude #4 My Kingodm Comes de la versión Swamp Mix del tema. Casi siempre suena primero el Interlude #4 para dar paso al efecto de distorsión con que comienza propiamente I Feel You. En el Delta Machine Tour se interpretó con la entrada de su versión Helmet at the Helm Mix.

## Versiones
El grupo español OBK, hizo una versión usando las letras de "I Feel You" y la música de Personal Jesus.
Placebo hizo una versión de la canción para su tercer álbum, Black Market Music.
La banda polaca de death metal Vader hizo una versión de la canción en su álbum, Future of the Past,  que contenía un surtido de covers. El título de la canción de este álbum se redujo en el acrónimo "I.F.Y." y las letras estaban muy alteradas. La canción también aparece en algunas ediciones del álbum de Vader De Profundis de 1995.
La banda suiza de metal industrial, Samael, hizo una versión de la canción en su EP, On Earth.
La banda de rock argentina Catupecu Machu grabó una versión de "I Feel You" para la pista oculta en su álbum Cuentos Decapitados.
Durante 2014, el músico inglés Johnny Marr, de The Smiths, interpretó una versión de "I Feel You" en vivo. Al poco, en 2015, la grabó en estudio para un sencillo en 7 pulgadas.
La banda noruega de metal gótico, Elusive, hizo su propia versión de la canción, la cual fue incluida en su EP, Dream On Sister de 2007.

## Lista de posiciones
| Lista (1993)                     | Mejor posición |
| -------------------------------- | -------------- |
| Australian Singles Chart.        | 37             |
| Austrian Singles Chart           | 7              |
| Dutch Singles Chart              | 39             |
| French Singles Chart             | 5              |
| German Singles Chart             | 4              |
| Swedish Singles Chart            | 2              |
| Swiss Singles Chart              | 4              |
| UK Singles Chart                 | 8              |
| US Billboard Hot 100             | 37             |
| US Billboard Hot Dance Club Play | 3              |
| US Billboard Modern Rock Tracks  | 1              |